# Jan Kazimierz Pac (pisarz)

Herb Gozdawa

Jan Kazimierz Pac herbu Gozdawa (ur. 1594 w Wilnie, zm. 1653), pisarz wielki litewski, marszałek Trybunału Głównego Wielkiego Księstwa Litewskiego w 1633 roku, dworzanin Jego Królewskiej Mości.
Syn Jana (zm. 1610), wojewody mińskiego. Pisarz wielki litewski od 1639 roku.
Poseł do Moskwy.
Poseł na sejmy ekstraordynaryjne 1635 i 1647 roku. Poseł na sejm 1640 roku, sejm 1646 roku.